# パーチ (SS-313)
パーチ (USS Perch, SS/SSP/ASSP/APSS/LPSS/IX-313) は、アメリカ海軍の潜水艦。バラオ級潜水艦の一隻。艦名はペルカ属の淡水魚、パーチに因んで命名された。その名を持つ艦としてはポーパス級潜水艦パーチ (USS Perch, SS-176) に続いて2隻目。

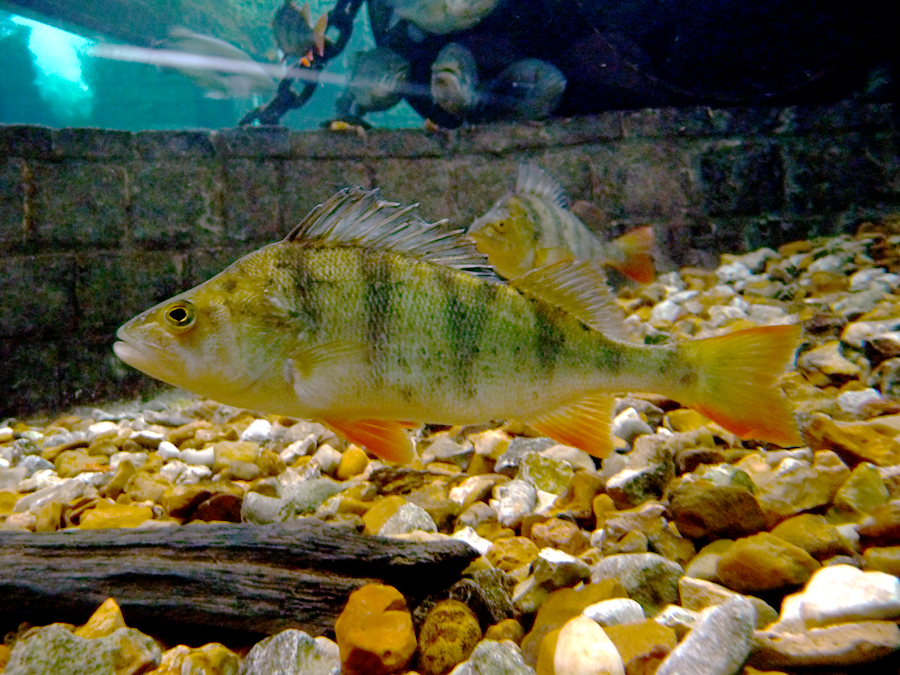
ヨーロピアンパーチ（European perch）

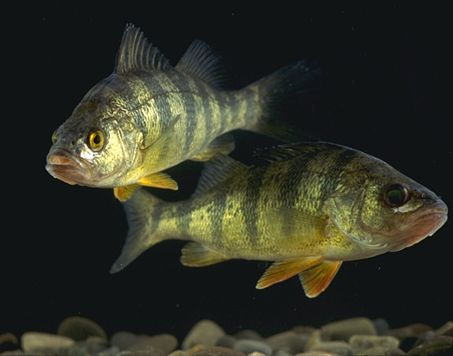
イエローパーチ（Yellow perch）

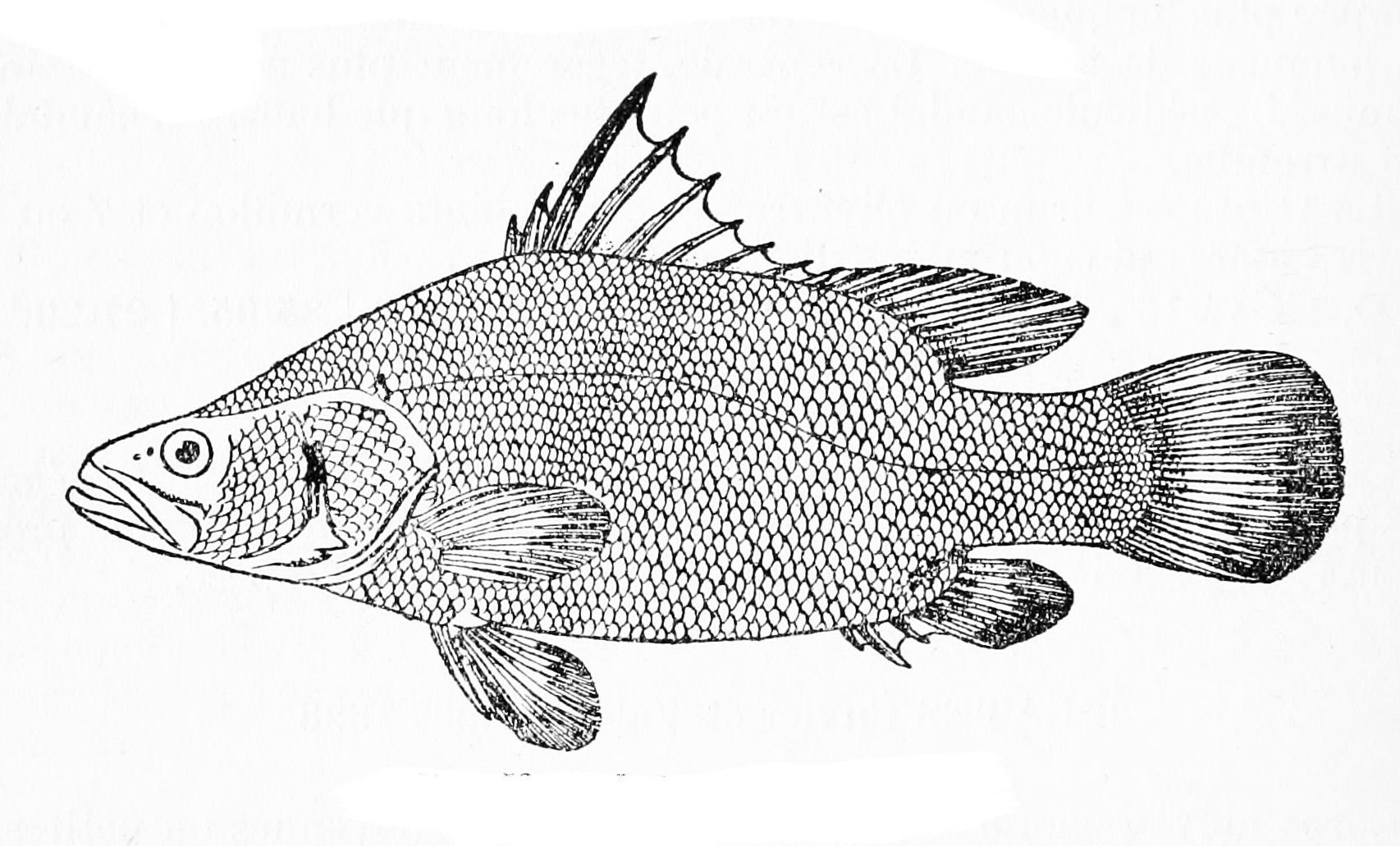
ナイルパーチ（Nile perch　アカメ科）

## 艦歴
パーチは1943年1月5日にコネチカット州グロトンのエレクトリック・ボート社で起工した。1943年9月12日にデヴィッド・A・ハート夫人によって命名、進水し、1944年1月7日に艦長ブライシュ・C・ヒルズ少佐（アナポリス1933年組）の指揮下就役する。整調後、パーチは艦隊音響学校での訓練任務に従事し、1944年2月19日にフロリダ州キーウェストを出航、4月3日に真珠湾に到着した。

### 第1、第2の哨戒 1944年4月 - 8月
4月28日、パーチは最初の哨戒で潜水艦「ピート (USS Peto, SS-265)」「ピクーダ (USS Picuda, SS-382)」とウルフパックを構成しルソン海峡、南シナ海方面に向かった。ミッドウェー島を経由した後、哨区に到着。この頃のパーチなどがいた海域は絶好の狩場となりつつあった。5月24日、パーチは1隻の護衛艦を伴った中型のタンカーを攻撃し、魚雷を4本発射。命中音を聴取した。しかし、護衛艦が反撃に出て十分な観測が出来なかった。また、続く爆雷攻撃で気圧室を損傷したためパーチは哨戒を打ち切って基地に戻ることとなった。6月4日、パーチは35日間の行動を終えてマジュロに帰投した。
6月27日、パーチは2回目の哨戒でフィリピン、スリガオ海峡方面に向かった。7月29日に北緯10度46分 東経127度13分 / 北緯10.767度 東経127.217度のディナガット島東方海上でい号観音丸（田谷亀一、115トン）を撃沈した。8月26日、パーチは59日間の行動を終えて真珠湾に帰投した。

### 第3、第4の哨戒 1944年9月 - 1945年2月
9月19日、パーチは3回目の哨戒で東シナ海および黄海に向かった。ミッドウェー島で潜水艦エスカラー (USS Escolar, SS-294)、クローカー (USS Croaker, SS-246) とウルフパックを組んだ後、哨区に向かって航行していたが、次第に最先任艦であるエスカラーとは連絡が取れなくなっていった。10月17日に交信をした後、エスカラーの消息は途絶えた。その後は日本本土空襲を開始したB-29に対する支援に従事する一方、10月26日には大型船と護衛艦を発見して2度にわたる攻撃を行ったが、成功しなかった。11月8日、パーチは48日間の行動を終えてサイパン島に帰投した。その後ブリスベンに回航され、次の哨戒に備えてダーウィンに進出し、12月28日に到着した。
12月29日、パーチは4回目の哨戒で南シナ海に向かった。バラバク海峡を越えて海南島沖からシンガポール方面まで広く哨戒したものの、敵艦を発見することはなかった。1945年2月19日、パーチは59日間の行動を終えてフリーマントルに帰投した。

### 第5、第6の哨戒 1945年3月 - 6月
3月12日、パーチは5回目の哨戒でボルネオ島方面に向かった。この哨戒でパーチは、特殊任務に就いた。パーチは11名のオーストラリア陸軍兵士をバリクパパン近辺の海岸に上陸させ、地形偵察の手助けをした。幾度かの活動の後、3月22日に兵士を撤収させる段になったが、この時、南緯01度03分 東経117度20分 / 南緯1.050度 東経117.333度の地点で300トンクラスの小型沿岸貨物船と目された第463号交通船がパーチの退路をふさぐ様に出現し、パーチはこれと交戦して撃沈、兵士を収容した後にその場を立ち去った。3月30日、パーチは10日間の行動を終えてフリーマントルに帰投。艦長がチャールズ・D・マッカル（アナポリス1939年組）に代わった。
4月15日、パーチは6回目の哨戒でジャワ海を経て南シナ海に向かった。4月26日、パーチはボルネオ島北部の沿岸で2隻の船舶からなる小輸送船団を発見したが、相手の護衛艦に探知され、2時間もの間爆雷攻撃を受けた。しかし、この爆雷攻撃による損害はなかった。その後、パーチは海南島沖を経て東に向かった。6月5日、パーチは53日間の行動を終えて真珠湾に帰投した。

### 第7の哨戒 1945年7月 - 8月
7月11日、パーチは7回目の哨戒で日本近海に向かった。サイパン島を経由した後哨区に到着したパーチは、第38任務部隊（ジョン・S・マケイン・シニア中将）などに対する支援に従事した。8月13日、パーチは日本の沿岸部から3キロ離れた場所で不時着水したF4U コルセアのパイロットを救助した後、近くにいた漁船などに対して射撃しこれらを追っ払った。その直後、この場から約8キロ離れたところに着水した、同じ戦闘機中隊のパイロットも救助した。パーチは2日後の終戦を洋上で迎えた。8月20日、パーチは47日間の行動を終えてグアム島アプラ港に帰投した。

### 朝鮮戦争
パーチは8月21日にアプラ港を出港し、8月30日に到着。その後、ゴールデン・ゲート・ブリッジを通過して9月8日にハンターズ・ポイント海軍造船所に到着した。1947年1月に予備役となった後、1948年1月19日、パーチは SSP-313 （輸送潜水艦）に艦種変更され、活性化の後太平洋艦隊に配属されることとなり、メア・アイランド海軍造船所で整備された後、1948年5月20日に艦長O・H・ペイン少佐の指揮下再就役した。1949年を通してパーチは様々な兵員および貨物輸送演習に参加した。1950年1月31日、ASSP-313 （輸送潜水艦）に艦種変更される。
この年の6月に朝鮮戦争が勃発。9月、パーチはイギリス軍のコマンド部隊を北朝鮮の端川に上陸させる。部隊の目標は北朝鮮軍の補給路を分断するため鉄道トンネルを破壊することであった。この戦闘で1名が死亡し水葬された。艦長のR・D・クイン少佐は作戦の功績でブロンズスターメダルを受章し、朝鮮戦争においてブロンズスターメダルを受章した唯一の潜水艦長となった。

### その後

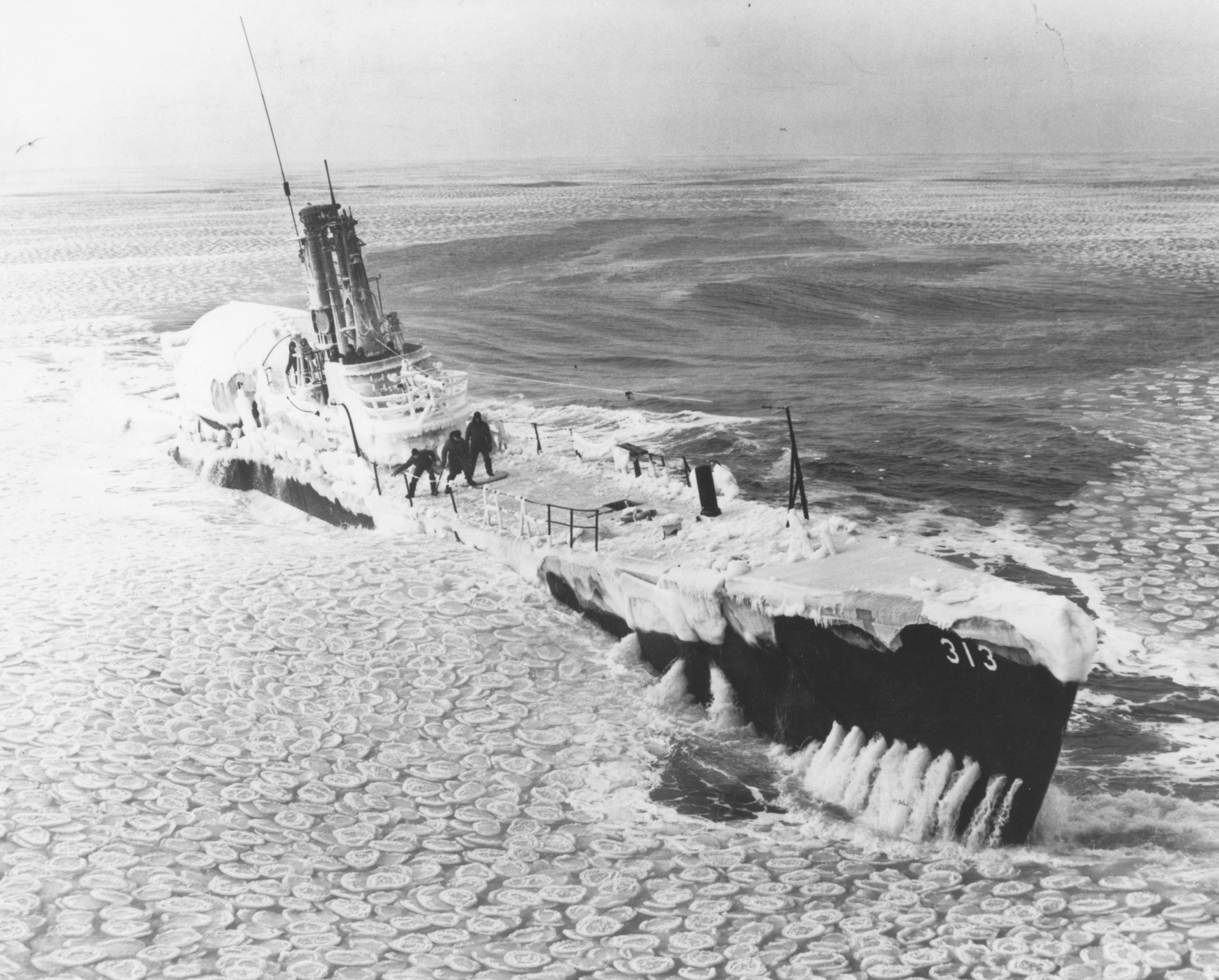
北極海で 1952 – 53

1951年8月から1952年3月まで、パーチはメア・アイランド海軍造船所でオーバーホールが行われた。1952年から54年までアラスカおよびハワイ海域での訓練に従事し、1955年1月に西太平洋への巡航を行う。太平洋では硫黄島および小笠原諸島で偵察活動を行った。極東への巡航と巡航の間には、サンディエゴ海域で定期訓練および揚陸演習に従事した。その最中の1956年10月24日に、パーチは APSS-313 （輸送潜水艦）に再び艦種変更される。11月5日にサンディエゴを出航しパナマ運河地帯での偵察演習に従事、12月11日に帰還した。1957年末にはサンディエゴからハワイ、アラスカへと偵察巡航を行い、1958年と59年の大半はサンディエゴ海域で海兵隊および水中破壊部隊と共に揚陸訓練に従事する。1959年12月、パーチはサンディエゴを出航し、1960年3月31日に退役、カリフォルニア州ヴァレーホの太平洋予備役艦隊メア・アイランドグループで保管される。
パーチは1961年11月11日に艦長C・H・ヘッジペス少佐の指揮下再就役し、1962年を通して西海岸およびハワイ海域で訓練に従事した。1963年3月に新たな母港のフィリピンのスービック湾に到着する。パーチの任務は海兵隊、特別部隊および水中破壊部隊の隊員に対する偵察訓練および他国の部隊に対する訓練であった。1964年5月、6月にミンドロ島への巡航を行い、イギリス軍のコマンド部隊に訓練を行う。7月、8月は香港、浦項市（韓国軍特別部隊と共に）、横須賀、沖縄を訪問した。翌1965年3月および4月には演習「Jungle Drum III」に参加し、シャム湾からマレー半島に75名の海兵隊偵察部隊を上陸させる。同年8月から9月にかけてはベトナム戦争の作戦地帯において捜索救助作戦に従事した。11月から12月にかけて、ダガー・トラスト作戦の一環として南ベトナムの海岸に2度の上陸を行う。1966年1月はダブル・イーグル作戦において偵察任務のため水中破壊部隊を南ベトナムの海岸に上陸させた。その後アメリカ軍およびフィリピン軍の水中破壊部隊を訓練するためレガスピに向かう。スービック湾沿岸での作戦活動と作戦活動の間に、パーチは台湾の高雄市で中華民国軍の特別部隊と活動し、基隆市では陸軍特殊部隊と活動した。7月には南ベトナム沿岸でデッキ・ハウス2作戦に参加する。8月には再び水中破壊部隊による南ベトナム沿岸の偵察を数度行い、9月にはデッキ・ハウス4作戦において5夜連続で水中破壊部隊を偵察のため上陸させた。1966年10月7日、パーチは真珠湾に向けて出航し、途中香港、パラオ、グアム、ミッドウェー島に立ち寄った。1967年までハワイ海域で活動し、その後サンディエゴで海軍予備役兵の訓練艦任務に就く。1968年8月22日、パーチは LPSS-313 （揚陸輸送潜水艦）へ艦種変更された。
1971年6月30日、パーチは IXSS-313 （非分類雑役潜水艦）へ艦種変更され、12月1日に退役、同日除籍された。その後1973年1月15日にスクラップとして売却された。

## 表彰
パーチは第二次世界大戦の戦功で4個の、朝鮮戦争の戦功で1個の従軍星章を受章した。